# 8590 Піґарґ
8590 Піґарґ (8590 Pygargus) — астероїд головного поясу, відкритий 24 вересня 1960 року.
Тіссеранів параметр щодо Юпітера — 3,176.